# وایفور فارما
وایفور فارما (انگلیسی: Vifor Pharma) شرکت داروسازی سوئیسی است، که در سال ۱۹۳۳ تأسیس شد.